# Asam Randah
Asam Randah – wieś (desa) w kecamatanie Hatungun, w kabupatenie Tapin w prowincji Borneo Południowe w Indonezji.
Miejscowość ta leży około 12 km na wschód od Binuang i drogi Jalan Ahmad Yani.